# Bandera de Angola
La bandera de Angola está dividida horizontalmente en dos mitades, una franja superior roja y una parte inferior negra. El color rojo simboliza la sangre derramada por el pueblo durante la lucha por la independencia y el negro simboliza al continente africano. El símbolo del centro, en color amarillo, se compone de un engranaje entrecruzado con un machete y una estrella. El engranaje representa a los trabajadores industriales, el machete a los agricultores, y la estrella al progreso y la solidaridad internacional. 
Basada en la bandera del Movimiento Popular de Liberación de Angola (MPLA), los símbolos son reminiscentes de la hoz y el martillo de la bandera soviética.

## Nueva bandera propuesta
En 2003 se propuso una nueva bandera nacional para Angola. El 28 de agosto de aquel año fue aprobada por la Comisión Constitucional. Sin embargo, existe un movimiento popular en contra de esta bandera, la cual sólo podrá ser oficializada cuando se establezca una Asamblea Constituyente.

## Galería

Bandera propuesta para la provincia portuguesa de Angola en 1967, nunca utilizada.
Bandera del MPLA
Bandera de la FNLA, movimiento rebelde contra el gobierno del MPLA entre 1975 y 2002
Bandera de la UNITA, movimiento rebelde contra el gobierno del MPLA entre 1975 y 2002
Bandera propuesta para Angola en 1996
Bandera propuesta para Angola en 2003
Bandera Presidencial